# Emanuel Lebrecht van Anhalt-Köthen
Emanuel Lebrecht van Anhalt-Köthen (Köthen, 20 mei 1671 - aldaar, 30 mei 1704) was van 1671 tot aan zijn dood vorst van Anhalt-Köthen. Hij behoorde tot het huis Ascaniërs.

## Levensloop
Emanuel Lebrecht was het enige kind van vorst Emanuel van Anhalt-Köthen en Anna Eleonora van Stolberg-Wernigerode, dochter van graaf Hendrik Ernst van Stolberg-Wernigerode.
Emanuel Lebrecht werd in 1671 zes maanden na het overlijden van zijn vader geboren, waardoor hij onmiddellijk na zijn geboorte werd benoemd tot vorst van Anhalt-Köthen onder het regentschap van zijn moeder. Zijn moeder bleef regentes tot aan haar overlijden in 1690, waarna het regentschap werd overgenomen door vorst Johan George II van Anhalt-Dessau. In 1692 werd Emanuel Lebrecht volwassen verklaard en begon hij zelfstandig te regeren.
Als jonge prins werd hij verliefd op Gisela Agnes van Rath (1669-1740), die behoorde tot een oud adelgeslacht uit Anhalt. Zijn moeder Anna Eleonora was tegen hun relatie en probeerde het koppel uit elkaar te halen door Gisela Agnes en haar zus naar Stadthagen te brengen. Nadat hij in 1692 officieel vorst van Anhalt-Köthen werd, liet hij Gisela Agnes terug naar Köthen brengen. Op 30 september 1692 traden ze in het huwelijk tijdens een geheime ceremonie in Nienburg.
Het morganatisch huwelijk tussen een gereformeerde vorst en een lutherse vrouw uit de lagere adel leidde tot hevig protest van de Gereformeerde Kerk en de andere vorsten van Anhalt. Niettemin werd Gisela Agnes op 23 juli 1694 als gravin van Nienburg verheven in de rijksadelstand verheven. 
De andere vorsten van Anhalt weigerden het huwelijk dynastiek geldig te verklaren en in 1696 sleepte Emmanuel Lebrecht hen wegens smaad voor de Rijkshofraad. Uiteindelijk sloot hij op 28 juni 1698 een verdrag met de vier andere vorsten van Anhalt waarbij de nakomelingen uit Emmanuel Lebrechts huwelijk aanvaard werden als wettige erfgenamen en als prinsen en prinsessen van Anhalt met de daarbijhorende rechten. Op 12 maart 1699 kreeg dit verdrag de officiële toestemming van keizer Leopold I van het Heilige Roomse Rijk.
Op 3 augustus 1699 schonk Emanuel Lebrecht het kasteel, de stad en de meierij van Nienburg als persoonlijk levensbezit aan zijn echtgenote Gisela Agnes. Ook stelde hij haar met de toestemming van de andere vorsten van Anhalt aan als regentes van Anhalt-Köthen indien zijn erfopvolger nog minderjarig zou zijn. In 1702 maakte hij een testament waarbij het eerstgeboorterecht werd ingevoerd in Anhalt-Köthen. In mei 1704 stierf hij op 33-jarige leeftijd. Zijn minderjarige zoon Leopold volgde hem op en regeerde tot in 1715 onder het regentschap van zijn moeder.

## Nakomelingen
Emanuel Lebrecht en Gisela Agnes kregen zes kinderen:
- August Lebrecht (1693-1693)
- Leopold (1694-1728), vorst van Anhalt-Köthen
- Eleonora Wilhelmina (1696-1726), huwde eerst in 1714 met prins Frederik Erdmann van Saksen-Merseburg en daarna in 1716 met hertog Ernst August I van Saksen-Weimar-Eisenach
- August Lodewijk (1697-1755), vorst van Anhalt-Köthen
- Gisela Augusta (1698-1698)
- Christiana Charlotte (1702-1745)